# アルブレヒト・フォン・グレーフェ (政治家)

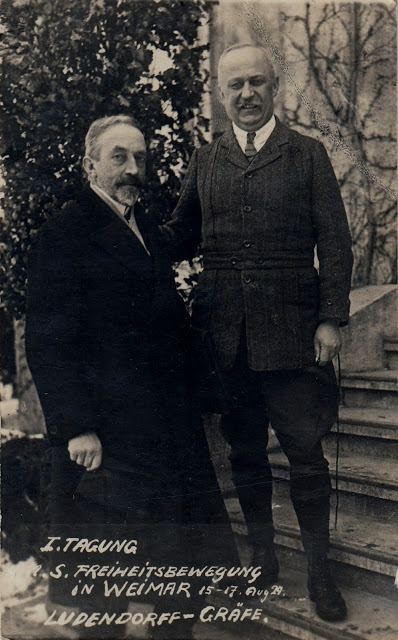
ルーデンドルフ（右）とグレーフェ

アルブレヒト・フォン・グレーフェ（Albrecht von Gräfe、姓は Graefeとも、フルネームは Karl Albrecht von Graefe、1868年1月1日 - 1933年4月18日）は、ドイツの右翼政治家である。ナチス（国家社会主義ドイツ労働者党）の党員となることはなかったが、初期のアドルフ・ヒトラーの協力者であり、国家主義の主導権を争った政治家である。

## 略歴
ベルリンで生まれた。祖父のカール・フェルディナント・グレーフェ(de:Karl Ferdinand von Gräfe)、父親のアルブレヒト・フォン・グレーフェ（Friedrich Wilhelm Ernst Albrecht von Gräfe）とも有名な医師、医学者でベルリン大学の病院で働いた。父親と区別するために、自らの農園の場所の地名をつけてGraefe-Goldebeeと称することがあった。
1887年にドイツ帝国陸軍の将校となり、軍役を終えると政治の世界に入り、1912年から1918年の間、ドイツ保守党(Deutschkonservative Partei）の副党首を務めた。
1920年にドイツ国家人民党から帝国議会の議員となった。保守政治家、ラインホルト・ヴゥーレ（de:Reinhold Wulle）と親しく、国家人民党では極右の立場だった。1920年はじめには、両者はアドルフ・ヒトラーとの交渉を行なっていた。1919年から1920年の頃には新聞などでの公開書簡などで有名な政治家となっており、自由主義的な政治家、グスタフ・シュトレーゼマンからはその人種主義や反ユダヤ主義を非難された。
1922年にグレーフェ、ヴゥーレとヴィルヘルム・ヘニング（de:Wilhelm Henning）は、ドイツ国家人民党を脱退し、ドイツ民族自由党（Deutschvölkische Freiheitspartei(略称DVFP)）を設立した。グレーフェは新しい政党で出馬したが、議席を守り、1928年まで議員を続けた。1923年11月にナチスが起こしたミュンヘン一揆にグレーフェとドイツ民族自由党の主要メンバーは参加した。ドイツ民族自由党は北ドイツでの活動が主であったので、南ドイツに基盤を持つナチスに比べて影響力は小さかった。ミュンヘン一揆の失敗の後、一揆の指導者の一人で、第一次世界大戦の英雄、エーリヒ・ルーデンドルフと連携することになるが、ルーデンドルフは人気を失い、国家社会主義自由運動として戦った、1924年の選挙では、国家社会主義自由運動は14議席しか獲得できず敗北した。ヒトラーの出獄、ナチス再結党で、1925年に国家社会主義自由運動は解党した。
1933年、アドルフ・ヒトラーが首相指名を受けた年に没した。